# Károlyi-kastély (Beregsurány)
A Károlyi-kastély vagy más néven Uray-kastély Beregsurányban, Szabolcs-Szatmár-Bereg vármegyében található.

## Története
Báró Uray Gyula építette a 19. század elején, klasszicista stílusban. A földszintes épület utcai és udvari homlokzatán a négyoszlopos oszlopcsarnokot háromszögű oromzat zárja le. Külsejében és belsejében is egyszerű kiképzésű, romantikus részletekkel. A helyi önkormányzat tulajdona, jelenleg a polgármesteri hivatal működik benne.

## A kastélypark
A kastélyparkban, amit Bárókertnek hívnak, második világháborús emlékmű, millenniumi emlékoszlop és ritkaságnak számító famatuzsálemek (jegenyetölgy, nemes hárs, platán) találhatók.